# Chelidonura pallida
Chelidonura pallida is een slakkensoort uit de familie van de Aglajidae. De wetenschappelijke naam van de soort is voor het eerst geldig gepubliceerd in 1951 door Risbec.